# Ляпіно (Гагарінський район)
Ляпіно (рос. Ляпино) — присілок Гагарінського району Смоленської області Росії. Входить до складу Родомановського сільського поселення.
Населення — 9 осіб. 